# Genista pulchella
Espèce
Genista pulchella est une espèce de plantes à fleurs de la famille des Fabaceae.

## Liste des sous-espèces
Selon The Plant List (1 mai 2014) :
- sous-espèce Genista pulchella subsp. villarsiana (Jord.) F.Conti

Selon Tropicos (1 mai 2014) (Attention liste brute contenant possiblement des synonymes) :
- sous-espèce Genista pulchella subsp. aquilana F.Conti & Manzi
- sous-espèce Genista pulchella subsp. villarsiana (Jord.) F.Conti
- sous-espèce Genista pulchella subsp. villarsii (Clementi) Kerguélen